# Enispa albipuncta
Enispa albipuncta là một loài bướm đêm trong họ Noctuidae.